# Мелетий Стараверос
Мелетий (на гръцки: Μελέτιος, Мелетиос) е гръцки духовник, епископ Вселенската патриаршия от 1840 година, а от 1861 година униатски епископ.

## Биография

### Православен епископ
Роден е на 15 септември 1819 година в гръцко православно семейство на остров Лерос под името Емануил Стараверос (Εμμανουήλ Σταραβέρος).
На 21 ноември 1840 година или на 9 декември 1840 година е избран и по-късно ръкоположен за чорленски и серентийски митрополит. През юни 1848 година става погониански архиепископ, но на 16 юли 1848 година подава оставка и е избран за ловчански епископ, след изгонването на предшественика му Мелетий I Ловчански. Митрополит Герман Сардийски пише:
| „ | А когато този Мелетий, поради повдигнатите против него движения от страна на неговите християни и поради някои негови канонически грешки отпаднал от епархията си, избран бил (на 16 юли 1848 г.) Погонианският архиепископ г. г. Мелетий, според думите на предстоятеля, задължавайки се да пази неотстъпно законите за чиноприличие и послушание към каноничния кириарх на тази света епископия - Търновския митрополит Атанасий. | “ |

Мелетий е посрещнат в Ловеч само от духовенството. Позволяват му да посещава горнокрайненската църква, като му е поставено условието за кратко време да научи български иначе няма да му се плаща владичина. Тази твърда позиция кара Мелетий да се отнася внимателно с паството си. Епископ Мелетий II премества пазарния ден в Ловеч от неделя в събота, за да могат християните да посещават несмущавани църковната служба. Така Мелетий II оставя много добри впечатления у паството си и българската община се успокоява.
Мелетий II не се задържа дълго на ловчанския престол поради конфликт с османската власт по повод предотвратено от него потурчване на българката Дона от Жлеба и в началото на 1852 година е принуден да напусне Ловчанска епархия, а на негово място е назначен българинът Иларион.
Мелетий е преместен в Драма. На 21 декември 1859 година заедно с Матей Самоковски са извикани в Цариград като обвиняеми. На 18 януари 1860 година са оправдани.
На 30 април 1859 година издаваният в Нови Сад вестник „Сръбски дневник“ пише:
| „ | От „България“ вадим тези новости за българските дела... Мелентие, архиепископ в Драма, се съгласява добре с турските бейове, за да може по-лесно да угнетява християните българи. Точно поради гръцката пропаганда и злоупотребите на гръцките владици, се будят западните българи. Гърците искаха да погърчат българите в Македония и то посредством училищата; това донякъде им се отдаде, защото спечелиха много българи на своя страна. Но сега против погърчването българите имат ограда в лицето на своите училища и вече започват да палят гръцките книги, както по-рано гърците горяха българските. Притискайки народа, фанариотските владици, го накараха да отвори очи. | “ |

В началото на 60-те години неврокопските българи успяват да постигнат уволнението на протосингела на драмския митрополит поп Георги Странджалията от Силиврия – яростен борец срещу българщината.

### Източнокатолически епископ
През 1861 година Мелетий приема унията заедно с няколко семейства, което предизвиква огромен отзвук в православната църква. На 21 ноември 1861 година е ръкоположен за титулярен драмски архиепископ. Оглавява униатската общност в Цариград, която няма нито училище, нито църква. Литургиите извършва в латинските храмове. На 29 ноември 1861 година служи в българоуниатската църква „Света Троица“ в Галата. На 30 юни 1862 година заминава за Рим. През 1865 г. за епископ е ръкоположен и свещеник Рафаил Попов. Заедно с Вениамин Неаполски участва в Първия ватикански събор (1869 – 1870). Умира в 1872 година и е погребан в униатската катедрала „Света Троица“ („Свети Дух“) в Цариград.